# 赛典赤伯颜
赛典赤伯颜（13世纪—1307年），元朝大臣，本名阿不别克儿，元世祖赐名伯颜，再冠以祖号赛典赤。回回人，元世祖、元成宗时中书平章政事。
赛典赤伯颜是云南行省平章政事赛典赤·赡思丁的孙子。元世祖至元二十年（1283年），担任江淮行省参知政事。他和刘国杰一起率军镇压建宁（今福建省建瓯市）黄华起义，至元二十二年（1285年），转任江西行省左丞，专管课税之事。至元二十九年（1282年）奏准减免蒙山练银役夫田租，转任河南江北行省平章政事。至元三十年（1293年）奏请扬州所立屯田四万余顷，除了官种，允许百姓耕垦，罢除扬州盐司和蔡州为散府，朝廷都予以采纳。入朝为中书省平章政事，在任十年，权势日盛，徇情枉法。元成宗大德七年（1303年），因为朱清、张瑄贿赂案发，他和平章政事阿鲁浑萨理、段贞、八都马辛、中书右丞合剌蛮子、参知政事张斯立一起被罢职。大德八年（1304年）再次担任中书平章政事。大德十一年（1307年）元成宗驾崩，他和左丞相阿忽台等人谋立安西王阿难答，让卜鲁罕皇后摄政。元成宗的侄子爱育黎拔力八达和右丞相哈剌哈孙定计将他杀死。